# Дебюф, Жан
Жан Дебю́ф (фр. Jean Debuf; 31 мая 1924, Бусбек, Франция — 6 октября 2010, там же) — французский тяжелоатлет, бронзовый призёр Олимпийских игр в Мельбурне (1956).

## Карьера
В молодости увлекался одновременно футболом и лёгкой атлетикой. В 1943 году начал заниматься тяжёлой атлетикой.
- 1945 — выиграл юниорский чемпионат Франции,
- 1947 — стал вторым уже среди взрослых с результатом 322,5 кг,
- 1948 — впервые выиграл национальное первенство в полутяжёлом весе, подняв 352,5 кг и представлял Францию на Олимпийских играх в Лондоне, где с результатом 370 кг стал четвёртым.

На следующей Олимпиаде в Хельсинки (1952) показал пятый результат (400 кг) в среднем весе.
В 1956 году был знаменосцем команды Франции на церемонии открытия Олимпийских игр в Мельбурне и выиграл бронзовую медаль этих соревнований с результатом 425 кг.
На Играх в Риме 1960 года занял одиннадцатое место в среднем весе с результатом 390 кг.
Также трижды становился чемпионом Европы (1949, 1951 и 1956) и дважды — серебряным призёром чемпионатов мира (1949 и 1951). 13-кратный чемпион Франции в полутяжёлой и тяжёлой весовых категориях.
После окончания спортивной карьеры в течение нескольких лет являлся президентом национальной федерации тяжёлой атлетики.